# Brempt
Brempt ist ein Ortsteil von Niederkrüchten am linken Niederrhein und liegt auf halbem Weg zwischen Niederkrüchten und Brüggen, nicht weit vom Hariksee entfernt.

## Geschichte
Der Ort verdankt seinen Namen den Herren von Brempt und wurde bereits 1113 (Edelhard und Gieselbert von Brempt) urkundlich erwähnt. Das Geschlecht der Herren von Brempt gehört zu den ältesten aber auch verzweigtesten im gesamten Rheinland. Von der Burg Brempt sind nur noch ein paar Grundmauern übrig. Diese Restmauern befinden sich in einem Waldstück unterhalb des Kindergartens Brempt.

## Infrastruktur
- Gemeindekindergarten Brempt „Sausewind“[1]

## Vereine
- St. Georg Bruderschaft Brempt e. V.[2]

## Kultur

### Sehenswürdigkeiten
- Die Kapelle St. Georg[3]
- Das Inselschlösschen am Hariksee
- Brempter Mühle